# Rejseholdet - jagten på en morder
Rejseholdet - jagten på en morder er en dramadokumentar (true crime) i otte afsnit over to sæsoner, der blev sendt på TV 2 fra seriens premiere torsdag den 11. januar 2018 og de efterfølgende tre torsdage. Serien følger Rigspolitiets Rejseafdeling kendt under navnet Rejseholdet i forbindelse med jagten på fire mordere. Sæson to havde premiere torsdag den 13. februar 2020 og bestod ligesom sæson 1 af fire afsnit.
Rejseholdet - jagten på en morder er tilrettelagt og klippet af Kristian Frederiksen, David Rue og Teddy Bruslund. Journalist og interviewer er Camilla Rytz og Sara Munch Aabenhus. Serien er filmet af bl.a. Anders Agerbo med Jesper Mauritzen som visuel chef og produceret af TV 2 Dokumentar og Aktualitet.

## Afsnit
- Afsnit 1 - Hvorfor skulle Tonni dø? (1987)[2]
- Afsnit 2 - Drabet på Joachim (1986)[3]
- Afsnit 3 - Kvinden, der forsvandt (2002)[4]
- Afsnit 4 - Det tilfældige offer (1990)[1]
- Afsnit 5 - Lejemordet på kreditchefen (1991)
- Afsnit 6 - Drabet på millionæren (1992)
- Afsnit 7 - Det mishandlede lig (1989)
- Afsnit 8 - Liget i laden (1991)